# 斯坦達德城 (伊利諾伊州)
斯坦達德城（英語：Standard City）是位於美國伊利諾伊州馬庫平縣的一個村落。

## 地理
斯坦達德城的座標為39°21′03″N 89°47′17″W / 39.35083°N 89.78806°W，而該地最高點為海拔高度194米（即636英尺）。

## 人口
根據2010年美國人口普查的數據，斯坦達德城的面積為1.66平方千米，當中陸地面積為1.65平方千米，而水域面積為0.01平方千米。當地共有人口152人，而人口密度為每平方千米91人。